# Камінна душа (повість)
Камінна душа — повість Гната Хоткевича, опублікована в 1911-му році в Чернівцях. Вважається одним із центральних творів його доробку. За твором знято однойменну стрічку 1989-го року.

## Сюжет
Твір починається з того, що Маруся-сирота стає жінкою попа Василя і прибуває у Криворівню – серце Гуцульского краю. Піп Василь є досить пасивним  і турбується лише про свої попівські обов'язки, але так невміло, що його не люблять люди. Проте його жінку попадю Марусю люди обожнюють. Вони прийняли її за свою: гуцулам подобається, що вона цікавиться їхніми звичаями та традиціями, не сторониться людей, а стає їм рідною. Надто сердечно і добре зустрічає свекруха, яка намагається дати дівчині-сироті свою любов і замінити їй матір. Та молодиці хочеться не тільки добра від людей. Жива природа карпатських гір пробуджує в ній жінку, хочеться кохати й бути коханою. З попом Василем вона не може відчути себе жінкою, бо він асексуальний. Її життя змінюється, коли вона зустрічає молодого й красивого леґіня-опришка.
Дмитро Марусяк відомий опришок, що має нахабність приходити аж у самісіньку Криворівню, пишно вбраний і без страху до будь-кого. Його супроводжує особиста трагедія життєвих обставин, коли він був одірваний від своєї коханої Катеринки, що єдина могла заспокоїти його і втихомирити його буйний гірський норов. Марусяк так до кінця твору і не дізнається, хто став першопричиною його біди, а був це його власний односелець Юрко, який пізніше став Юріштаном.
Юріштан кохав Катерину і в нього був набагато страшніший  характер, де крім бажання влади була ще й підлість. Характерно, що цієї підлості він набрався можливо під час прислужування панам, де дослужився до їхньої довіри й вони наділили його владою. З підлістю він ставить навіть до власного батька і домовляється з ним про сплату боргів і його батько опиняється в нього в руках. Він використовує батька, як свій інструмент, впливає на війта (мера) у такий спосіб, що Марусяка, єдиного ґаздівського сина, який не підлягав призову, забирають до війська на дванадцять років, що для вільнолюбного гуцула  - смерть. Те все відбувається на фоні іншого конфлікту Марусяка з власним батьком, який хоче женити сина на багатій дівчині й відмовляє сину, який хоче брати за жінку свою кохану Катерину, яка єдина знає як втихомирити буйний норов молодого Марусяка. Так кохання Юріштана до Катерини руйнує щастя молодих людей, які б змогли бути разом навіть, якби батько Марусяка не погодився на це.
Після втечі Марусяка з війська і повернення додому, він починає живе як опришка і скоро стає отаманом. Той рік дарує йому ще один подарунок. Розвиваються його стосунки з попадею Марусею, яку він зустрічає в лісі. Він привселюдно вчиняє напад на Яворів під час храмового празника, але не грабує нікого, а просто бере «відкуп» поцілунком гарної попаді, яка ще більше закохується у свого «лицаря». Тим вчинком він теж показує, що має силу і владу – може цілуватися з попівною перед її вінчаним чоловіком. 
Потім вияснилося, що Маруся була незаймана і її цноту взяв Марусяк, тому фактично піп і не був її чоловіком. Зрештою, вона остаточно вирішує тікати зі своїм любасом. Піп був їй огидний, ображав її тим, що не бачив в ній жінки. А Марусяк був лицарем з її снів.
Їхні стосунки розвиваються досить швидко. Проте вони не мають майбутнього, оскільки Марусяк жив одним днем і не хотів навіть думати про ґаздування. Його турбують внутрішні проблеми, які він намагається сховати за показною силою і гулянками. Маруся спочатку розчаровується в Марусякові, і водночас бачить безвихідність свого становища, вона боїться повернутися через можливий осуд, але й залишитися не може, бо стала б розмінною монетою в товаристві чоловіків. Тут їй на допомогу приходить Юрчик – велетень з безмірною силою, справжній опришок з принципами честі, який пережив всіх ватагів і навіть опришкував з тими хто знав особисто Довбуша – легенду Карпат. Він не дав п'яному Марусяку передати його любку Марусю опришку Бідочуку, як худобу і завадив її побиттю. 
Своєю останньою гулянкою перед спочинком опришки вирішили обрати Ясенів, де жила ще одна любка Дмитра Марусяка – Срібнарчучка. Вона була ласим шматком для будь-якого чоловіка, та не потребувала нікого. Її чоловік Андрій був моцний і мочазний гуцул, та все ж Марусяку вдалося насолодитися коханням бажаної і такої недоступної молодиці. Андрія всі знали і поважали в селі як правдивого ґазду, і Дмитро приревнував, будучи в корчмі, славу популярного Андрія, забажавши принизити його публічно. Андрій не стерпів смертельної образи і вступив в бій серед корчми з ватагом опришків, перемагаючи  його фізично, але Марусяк витягнув ножа і смертельно поранив Андрія. Це було фатальним не тільки для Андрія, але й для самого Марусяка, адже помста його жінки не забарилася й Срібнарчучка донесла про плани Марусяка  Юріштану отаману пушкарів…
Юріштан котрий отримав таємним підлим способом Катерину за жінку, двічі посилаючи до неї сватів і домігшись свого лише за другим разом, не зміг домогтися від Катерини правдивої любові. Катерина була неприступною. Юріштан збиткувався над гуцулами і навіть над власними односельчанами він перетворився на хижого деспота, який пхав в катуш навіть дітей. Але коли при смерті його жінка сказала до нього лагідне слово, хоч це він і довів її до смерті, то він клявся, що змінить своє життя, роздавав добро людям, яке колись і сам же в них загарбав.
Маруся шукала способу утекти від того до кого недавно сама й утекла, її любов випарувалася після того, як вона зрозуміла всю неможливість змінити вчинки свого любаса Дмитра. Вона просто не могла це зробити, бо вона не була Катериною. Марусяк спочатку шукав в ній Катерини, але, не знайшовши, продовжив доводити себе до смертельного стану.
Тут назріває тепле почуття Юрчика – старого опришка, що батьківською опікою намагається допомогти Марусі тікати і в кінцевому результаті таки завозить її додому в Криворівню до її попа. Юрчик глибоко переживаючи за її долю навіть їздить в Криворівню щоб вивідати, чи можна їй буде вернутися і чи приймуть її назад, ті пани що до них він так з презирством ставився. Любов Юрчика є своєрідною, він який не знав жіночих ласк, відлюдник, зумів принести найбільше добра і навіть врятувати життя Марусі, зберегти її дитину від Марусяка.

## Видання
- Камінна душа: повість [Архівовано 7 листопада 2021 у Wayback Machine.] — Чернівці: З друк. тов. «Рус. Рада», 1911. — 376 с.
- Камінна душа: Повість. – 2-ге ювіл. вид. в 25-ліття діяльності авт. – Катеринослав: Держвидав України, 1922. – 312 с.
- Камінна душа: Повість. – Х.: Рух, 1932. – 362 с.
- Твори у 8 т. Том 8: Камінна душа: Повість. – 1932. – 364 с.
- Камінна душа: Повість / Післямова С.Ковальчука; Іл. В.Л.Глуздова. – К.: Держлітвидав України, 1958. – 363 с.
- Твори в 2 т. Том 2. – Київ, 1966. – с. ?
- Камінна душа: Повість / Іл. С.Караффи-Корбут. – К.: Дніпро, 1970. – 371 с.
- Камінна душа: Повість / Передм. О.Засенка; Худож. Д.Грибов. – К.: Дніпро, 1981. – 295 с.
- Камінна душа. – К., Школа, 2009. – 288 с.
- Камінна душа. – Центр навчальної літератури, 2020. – 298 с.